# Iglesias (Itálie)
Iglesias (sardinsky: Igrèsias, Bidd 'e Crèsia) je italská obec (comune) v provincii Sud Sardegna v regionu Sardinie. Nachází se ve výšce 200 metrů nad mořem a žije v ní přibližně 25 tisíc obyvatel. Rozloha obce je 208,23 km².